# DS4Ever
DS4Ever (o Drip Season 4Ever) è il terzo album in studio del rapper statunitense Gunna, pubblicato nel 2022.

## Tracce
1. Private Island – 2:12
2. Pushin P (with Future featuring Young Thug) – 2:16
3. Poochie Gown – 2:21
4. Mop (featuring Young Thug) – 3:05
5. Thought I Was Playing (with 21 Savage) – 2:47
6. P Power (featuring Drake) – 3:13
7. How You Did That (featuring Kodak Black) – 2:40
8. Alotta Cake – 3:13
9. Livin Wild – 2:22
10. You & Me (with Chlöe) – 2:24
11. South to West – 2:02
12. 25K Jacket (featuring Lil Baby) – 2:00
13. Too Easy (with Future) – 2:18
14. IDK That Bitch (featuring G Herbo) – 3:30
15. Flooded – 2:32
16. Life of Sin (featuring Nechie) – 2:52
17. Die Alone (with Chris Brown featuring Yung Bleu) – 4:21
18. Missing Me – 2:58
19. So Far Ahead > Empire – 5:37
20. Too Easy (Remix) (featuring Future and Roddy Ricch) – 3:17